# Abelse uitbreiding
Dit overzicht is mogelijk incompleet; u kunt helpen door het uit te breiden.
In de abstracte algebra, een deelgebied van de wiskunde, is een abelse uitbreiding een lichaamsuitbreiding, waarvan de Galoisgroep tevens een abelse groep is. Wanneer de Galoisgroep cyclisch is, spreekt men van een cyclische uitbreiding.
Elke eindige uitbreiding van een eindig lichaam (Ned) / eindig veld (Be) is een cyclische uitbreiding. De ontwikkeling van de klassenveldtheorie heeft gedetailleerde informatie opgeleverd over abelse uitbreidingen van getallenlichamen/-velden, functielichamen/-velden van algebraïsche krommen over eindige lichamen/velden en lokale lichamen/velden